# Cairn du Pey-de-Fontaine
Le cairn du Pey (Pé) de Fontaine, appelé aussi Pé de l'Anguillé, est un ensemble mégalithique, situé à Le Bernard, dans le département français de la Vendée. C'était le plus grand monument mégalithique de Vendée. Il était constitué d'au moins deux dolmens jadis enserrés dans un énorme cairn désormais détruit.

## Historique
Le dolmen a été érigé sur une hauteur dominant le golfe des Pictons à 33 m d'altitude. Cette situation privilégiée a entraîné une réoccupation du site à de nombreuses reprises au cours du temps y compris durant la Seconde Guerre mondiale où le site fut arasé pour y installer un blockhaus abritant une batterie de défense anti-aérienne entourée de plusieurs tranchées. La masse de son cairn, qui atteignait encore 30 m de long pour 20 m de large et 3 m de hauteur en 1860, a aussi attiré très tôt la convoitise des chercheurs de trésor comme celle des carriers.
Selon l'abbé Baudry, le site fut ainsi fouillé par des chercheurs de trésor en 1833. L'abbé Baudry lui-même y entreprit des fouilles en 1860 et en dressa un plan. Marcel Baudouin visita le site, sans le fouiller, et nous en a laissé deux clichés photographiques. L'édifice tombe dans l'oubli durant les années 1960. De 1987 à 1992, Roger Joussaume y mène plusieurs campagnes de fouille avant de restaurer légèrement le site en 1993. Le site fut donné par son propriétaire M. Papin à la commune.

## Architecture
C'était le plus grand monument mégalithique de Vendée. Malgré les destructions, toute la partie interne du tumulus ayant été détruite par les extractions de pierre et les aménagements réalisés durant la Seconde Guerre mondiale, Roger Joussaume a identifié deux, voire trois, étapes de construction.
Dans une première phase, un premier dolmen à couloir, situé à l'est, fut édifié au milieu d'un cairn de forme presque carrée qui devait mesurer 18 m de longueur du nord-ouest au sud-est pour 16 m à 17 m de largeur. La forme de la chambre de ce dolmen demeure inconnue. Le cairn fut édifié avec des pierres de provenance locale. Il était entouré de deux murs concentriques. Il n'est pas exclu que ce premier cairn ait accueilli un autre dolmen, ce qui pourrait expliquer la forme quadrangulaire du tumulus, forme totalement atypique dans la région pour les tumuli avec un seul dolmen. La pierre calcaire utilisée pour la construction du cairn étant de piètre qualité elle se dégrada très rapidement sous l'action du gel.
Dans un seconde phase, le cairn fut agrandi vers le nord-ouest. Ce nouveau cairn, de forme quadrangulaire à angles arrondis, devait mesurer entre 25,50 m et 26,50 m de côté, il n'en demeure que trois faces. Le parement du deuxième cairn fut réalisé dans un calcaire dur d'origine locale de meilleure qualité. Il est à noter que la première assise du parement a été réalisée dans un calcaire blanc différent, ce qui implique que la construction du monument fut précédée par la délimitation de son périmètre. Un second dolmen à couloir, parallèle au premier, fut construit à l'ouest de ce dernier. La chambre, probablement circulaire, devait mesurer 4 m à 5 m de diamètre. La chambre était peut-être recouverte par encorbellement bien que Baudry mentionne dans sa description une table de couverture unique qui n'a pas été retrouvée. La chambre était précédée d'un couloir d'environ 13,50 m de longueur. Un seul orthostate est demeuré en place. Deux  blocs de granite dans la chambre et un ensemble de dalles en grès et granite, désormais totalement désordonnées, correspondent vraisemblablement aux autres orthostates de la chambre et du couloir. Ces bloc de granit furent extraits à environ 3 km plus au nord du site.
Dans une dernière phase, la masse du cairn fut entourée sur tout son pourtour dans « un manchon » de 2,50 m à 4 m de largeur constitué de blocs calcaire juxtaposés qui devait servir de contrefort destiné à contrecarrer la poussée du cairn. La face sud-est du cairn, sur laquelle débouchaient les deux couloirs ayant été totalement détruite, l'architecture des deux entrées demeure inconnue mais le contrefort en manchon devait être interrompu par deux accès en entonnoir.

## Matériel archéologique
Tous les couches archéologiques ont été bouleversées par les multiples aménagements entrepris sur le site mais l'abondance du mobilier archéologique découvert, dans les déblais des fouilleurs et des carriers, atteste d'une occupation ancienne et intense du site aux époques préhistorique, gallo-romaine et médiévale.
L'outillage lithique découvert comprend plus de 1500 objets dont des racloirs et des pointes moustériennes mais aussi plusieurs pièces microlithiques attestant d'une fréquentation du site dès le Mésolithique. Les autres outils recueillis (armatures de flèches, poignards, couteaux, haches et fragments de haches) couvrent toute la période depuis le Néolithique moyen jusqu'au Néolithique final. Ils correspondent à des importations de silex depuis la Charente voisine, mais aussi de régions plus éloignées comme la Touraine ou la Dordogne.
Les tessons de céramique néolithiques sont abondants dont une grande partie de céramiques décorées typiques du Peu-Richardien maritime et quelques éléments datés de l'Artenacien mais aucun tesson campaniforme n'a été retrouvé sur le site.
L'ensemble traduit une occupation ininterrompue du site depuis le Néolithique moyen jusqu'au Néolithique final.

## Folklore
Selon la tradition, les Fradets habitaient le dolmen et selon l'abbé Baudry, curé du Bernard à la fin du XIXe siècle, le dimanche durant la messe, un grand tapage souterrain signalait leur présence.